# Maxime Vantomme
Maxime Vantomme (Menen, Bélgica, 8 de marzo de 1986) es un ciclista belga.
Debutó como profesional en el año 2006 con el equipo estonio Mitsubishi-Jartazi. En 2009 fichó por el equipo ProTour Katusha. En 2014 debido a la desaparición de su último equipo, firmó con el equipo francés Roubaix Lille Métropole.

## Palmarés
2007
- 1 etapa del Tour de Saboya

2008
- 1 etapa de la Tropicale Amissa Bongo

2012
- Flecha de Heist

2014
- Le Samyn
- París-Arrás Tour

2015
- París-Chauny

2017
- 1 etapa del Circuito de las Ardenas

## Equipos
- Mitsubishi-Jartazi (2008)
- Katusha (2009-2012)
- Crelan-Euphony (2013)
- Roubaix Lille Métropole (2014-2016)
- WB Veranclassic Aqua Protect (2017-2018)
  - WB Veranclassic Aqua Protect (2017)
  - WB-Aqua Protect-Veranclassic (2018)
- Tarteletto-Isorex (2019-2020)